# Georg Gottfried Gervinus
Georg Gottfried Gervinus (født 20. maj 1805 i Darmstadt, død 18. marts 1871 i Heidelberg) var en tysk historiker og politiker.